# Зборник Института за педагошка истраживања
Зборник Института за педагошка истраживања је један од водећих часописа у области васпитања и образовања. Издавач је Институт за педагошка истраживања.

## Историјат
Први број Зборника Института за педагошка истраживања је објављен 1967. године и до 2004. је излазио као годишњак, а од 2005. излази два пута годишње. Током 2006. године је стекао статус међународног значаја верификован посебном одлуком Министарства просвете, науке и технолошког развоја Републике Србије. У часопису се објављују теоријски, прегледни и оригинални истраживачки радови из области васпитања и образовања сарадника Института и аутора из Србије и света. Часопис је индексиран у базама Scopus од 2007, Web of Science (ESCI) од 2015. и ERIHPLUS од 2016. године. Од 2002. године је доступан и на порталу DOI Србија. Радови се штампају на српском и енглеском језику.

## Редакција
Редакцију Зборника чине стручњаци у области образовања:
- Главни и одговорни уредник: др Славица Шевкушић
- Техничке уреднице: др Ивана Ђерић и др Јелена Станишић
- Секретар редакције: мср Јелена Медар Златковић
- Лектор: др Јелена Стевановић